# Philipp I. (Frankreich)
Philipp I. (französisch Philippe; * 23. Mai 1052; † 29. oder 30. Juli 1108 in Melun) aus der Dynastie der Kapetinger war von 1059 – ab 1060 als Alleinherrscher – bis zu seinem Tod König von Frankreich.

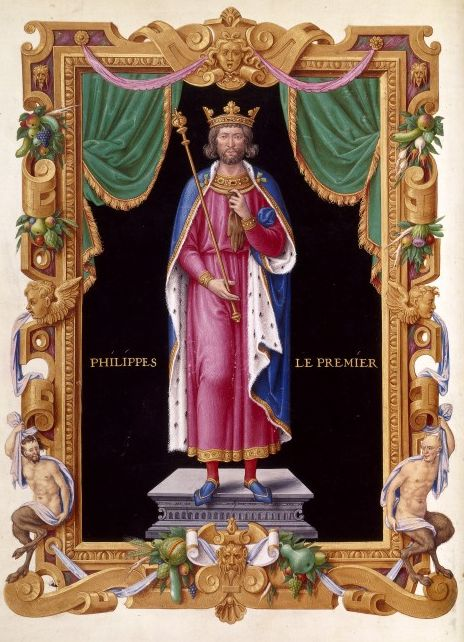
Historisierende Phantasiedarstellung Philipps I. von Frankreich (16. Jahrhundert)

## Biographie

### Herkunft und Jugend
Philipp war der älteste Sohn des Königs Heinrich I. und dessen zweiter Ehefrau Anna von Kiew, die aus der russischen Fürstenfamilie der Rurikiden stammte. Da diese über ihre byzantinischen Verwandten eine Nachkommenschaft vom antiken makedonischen König Philipp II. beanspruchten, wurde Philipp nach ihm benannt. Somit fand dieser Name Eingang in die kapetingische Dynastie und den westeuropäischen Adel insgesamt. Er sollte noch vom letzten französischen König getragen werden.
Über Philipps Kindheit ist nichts bekannt. Erstmals erscheint er am 23. Mai 1059 in den Chroniken, als sein Vater ihn von den Großen des Reiches wählen und anschließend von Erzbischof Gervais von Reims unter Anwesenheit zweier päpstlicher Legaten zum König weihen ließ. Dies geschah deshalb noch zu Lebzeiten des Vaters, da die junge kapetingische Dynastie noch nicht selbstverständlich als Königshaus anerkannt war. Philipps Vater, der bereits von Krankheiten gezeichnet war, konnte auf diese Weise aber gewiss sein, dass sein Sohn nach seinem Tod reibungslos als Herrscher nachfolgen konnte.
Der Erzbischof von Reims erhob anlässlich Philipps Krönung erstmals den Anspruch, dass es allein ihm als Nachfolger des heiligen Remigius zustehe, die Weihe vorzunehmen. Philipp sollte dies später in mehreren Festkrönungen (1071, 1098, 1100, 1104) unterstreichen.

### Unter Vormundschaft
König Heinrich I. starb ein Jahr später, Philipp war also noch unmündig. Die Regentschaft für ihn übernahmen seine Mutter und Graf Balduin V. von Flandern, ein angeheirateter Onkel, der diese Position mehr für eigennützige Ziele missbrauchte. Philipp übernahm von seinem Vater einen Herrschaftsbereich, der sich tatsächlich auf die Krondomäne beschränkte, die damals nicht mehr als die Île-de-France umfasste, welche sich ungefähr von Orléans über Paris bis in das Tal der Oise erstreckte. Seine Oberhoheit über das Reich der Franken (regnum Francorum, so die Eigenbezeichnung des Königreichs) wurde von den mächtigen Kronvasallen, die faktisch aber eine eigenständige Politik verfolgten, nur mehr nominell anerkannt. Von diesen Fürsten war lediglich Herzog Wilhelm VIII. von Aquitanien bei Philipps Krönung anwesend, der Herzog von Burgund und die Grafen von Flandern und Anjou waren durch Abgesandte vertreten. Die restlichen Fürsten waren abwesend, bezeichnend für den geringen Stellenwert, den das Königtum der Kapetinger inzwischen einnahm.
Die Regentschaft wurde erschüttert durch die Heirat seiner Mutter mit dem ehrgeizigen Grafen Rudolf von Valois und Vexin, die etwa im Jahr 1061 stattfand. Da der Graf aber seine rechtmäßige Frau verstoßen hatte, wurde er vom Papst exkommuniziert. Anna von Kiew spielte damit als Regentin keine Rolle mehr.

### Erste Regierungsjahre
Auf einem Hoftag in Paris übernahm Philipp 1067 die Herrschaft. Im Jahr zuvor hatte sein Vetter, der Herzog der Normandie Wilhelm, die Schlacht von Hastings gewonnen und damit das anglo-normannische Reich begründet, das dem französischen Königtum das gesamte Mittelalter über ein gefährlicher Rivale sein sollte. Balduin V. von Flandern hatte nichts dagegen unternommen, stattdessen hatten mehrere Flamen an der Eroberung seines Schwiegersohnes teilgenommen.

Philipp I. und seine Familie aus den Grandes Chroniques de France
(15. Jahrhundert)

Da an eine Konfrontation mit dem übermächtigen Normannenfürsten vorerst nicht zu denken war, verfolgte Philipp eine schrittweise Erweiterung seiner Krondomäne. Gelegenheit bot ihm 1068 der Bruderkrieg im Anjou, wo der König den aufbegehrenden Fulko den Zänker unterstützte. Als Gegenleistung wurde dem König das Gâtinais überlassen, wodurch er seine Position um Orléans stärkte.
Diese Politik wiederholte Philipp 1070, als nach dem Tod seines Cousins, Graf Balduin VI. von Flandern, in dessen Grafschaft ein Erbfolgekrieg ausbrach. Die Grafenwitwe Richilde musste dort die Rechte ihres Sohnes Arnulf gegen ihren Schwager Robert den Friesen verteidigen und verbündete sich dafür mit den Normannen. Um seinen Einfluss zu wahren, zog Philipp mit einem eigenen Heer nach Flandern, um Richilde zu unterstützen. Zwar geriet Robert der Friese in die Gefangenschaft des Grafen von Boulogne, doch wurde er ohne das Wissen des Königs vom Kastellan von Saint-Omer befreit und gegen Richilde ausgetauscht. In der anschließenden Schlacht von Cassel (22. Februar 1071) wurde Gräfin Richilde vernichtend geschlagen, ihr Sohn und zweiter Ehemann wurden getötet, Philipp selbst musste fliehen. Ihm blieb nichts anderes übrig, als Robert in Flandern anzuerkennen, der dem König im Gegenzug die Abtei Corbie überließ. Da aber auch Robert einen Verbündeten gegen den normannischen Einfluss in Flandern benötigte, ging er mit dem König ein Bündnis ein, das durch eine Ehe Philipps mit der Stieftochter des Friesen, Bertha von Holland, besiegelt wurde.

### Konfrontation mit Wilhelm dem Eroberer
1076 wagte Philipp einen direkten Angriff auf Wilhelm den Eroberer, als er erfolgreich das von diesem belagerte bretonische Dol entsetzte und somit dem Eroberer eine seiner wenigen Niederlagen zufügte. Im Jahr darauf schob Philipp die Grenze seiner Domäne weiter gegen die Normandie, nachdem er das Vexin bis zur Epte (Vexin français) an sich bringen konnte und Graf Simon sich in ein geistliches Leben zurückgezogen hatte. Weiterhin versuchte Philipp die innerfamiliären Konflikte in der Familie des Eroberers für eigene Ziele zu nutzen, indem er den ältesten Sohn seines Rivalen, Robert Kurzhose, bei seiner Revolte gegen den Vater unterstützte. Er überließ Kurzhose die Burg Gerberoy, der dort seinen Vater 1079 nach einer Schlacht in die Flucht schlagen konnte.
Wilhelm der Eroberer übte erst 1087 Vergeltung gegen den König, indem er in das Vexin einfiel und Mantes zerstörte, dabei stürzte Wilhelm vom Pferd und starb wenig später an den Verletzungen. In der Normandie beerbte ihn Robert Kurzhose.

### Entführung der Bertrada von Montfort

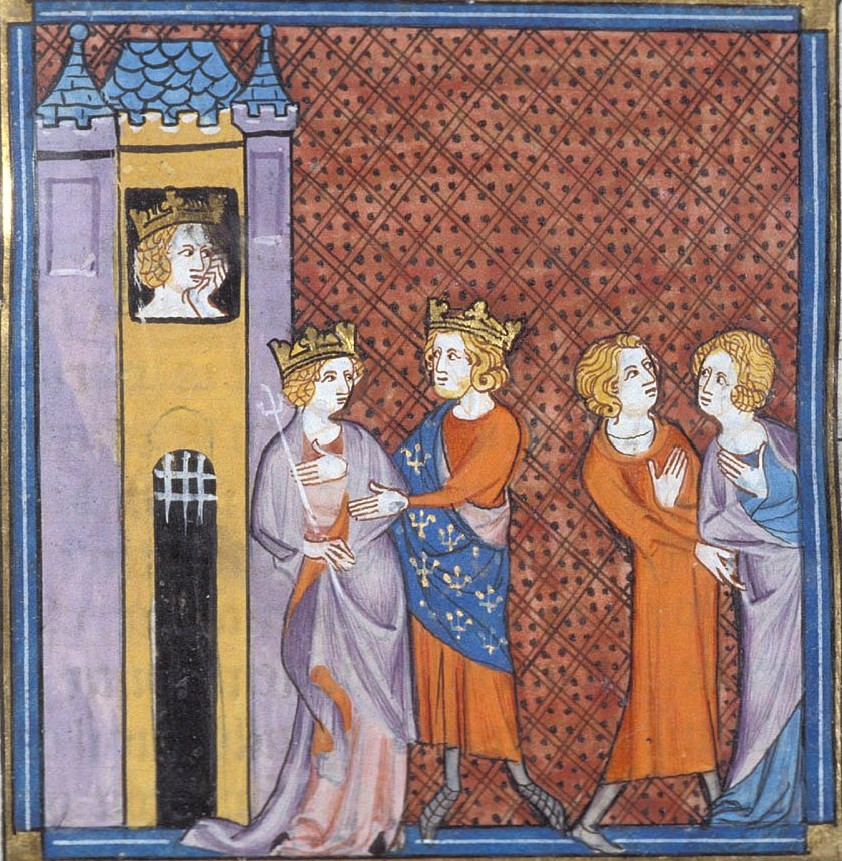
Philipp I. mit Bertrada von Montfort. Die verstoßene Königin Bertha in ihrem Burgexil. Darstellung aus dem 14. Jahrhundert.

Die recht erfolgreiche erste Hälfte seiner Herrschaftszeit verkehrte Philipp selbst durch eine eigenwillige Handlung in das Gegenteil, als er im Jahr 1092 seine Ehefrau verstieß, weil diese angeblich zu dick geworden war. Ersetzen sollte sie Bertrada von Montfort, welche die Frau des Grafen von Anjou war, in die sich der König verliebt hatte und die er entführen ließ, um sie am Tag darauf, dem Pfingstsonntag (15. Mai 1092), zu heiraten.
Der Bischof von Senlis nahm bereitwillig die Trauung vor, doch da sowohl Bertrada als auch Philipp zu diesem Zeitpunkt noch rechtmäßig verheiratet waren, schaltete sich der heilige Stuhl in diese Angelegenheit ein. Nachdem die Ermahnungen Papst Urbans II. nichts ausgerichtet hatten, wurde Philipp am 16. Oktober 1094 auf einer vom Erzbischof von Lyon einberufenen Synode in Autun von zweiunddreißig Bischöfen exkommuniziert. Auf dem Konzil von Clermont (18. bis 28. November 1095) bestätigte der Papst den Bann und untersagte der Geistlichkeit, den Lehnseid gegenüber dem König abzulegen. Mehr als zehn Jahre blieb Philipp gebannt, was seinen politischen Handlungsspielraum erheblich einschränkte, da er auf seine wichtigste Herrschaftsstütze, den Klerus, nicht mehr zurückgreifen konnte. Auch konnte er deshalb nicht am ersten Kreuzzug teilnehmen, stattdessen nahm sein jüngerer Bruder Hugo von Vermandois als Vertreter der Krone das Kreuz.
Dadurch veränderten sich auch die Bündniskonstellationen zu Ungunsten Philipps, denn der brüskierte Graf von Flandern wandte sich nun Wilhelm II. Rufus zu. Die Lage für Philipp wurde noch bedrohlicher, als Robert Kurzhose 1096 auf den Kreuzzug ging und dafür die Normandie seinem jüngeren Bruder Wilhelm Rufus anvertraute. Der führte in den nächsten Jahren immer wieder Kriegszüge gegen den König, besonders in das Vexin. Gegen die Wiedervereinigung des anglo-normannischen Reichs 1106 durch Heinrich I. Beauclerc, nach der Schlacht bei Tinchebray, konnte Philipp nichts unternehmen. Dem gegenüber stand mit dem Erwerb des oberen Berry 1101 noch einmal eine Erweiterung der Krondomäne, als der Vizegraf von Bourges sein Lehen an die Krone verpfändete, um seine Kreuzzugsteilnahme finanzieren zu können.
Als weitere Folge seiner verfallenden Autorität beteiligte Philipp seinen ältesten Sohn Ludwig seit 1100 an der Macht, der hauptsächlich mit der Niederwerfung unbotmäßiger Vasallen oder der Schlichtung von Fehden, zum Beispiel der Grafen von Roucy und der Erzbischöfe von Reims, beschäftigt war. Weiterhin wurde der Hof zunehmend vom Grafen Guido dem Roten von Rochefort und seiner Familie beherrscht, die sich den Machtkampf zwischen dem Prinzen Ludwig und seiner Stiefmutter zunutze machten.

### Das Verhältnis zur Kirche

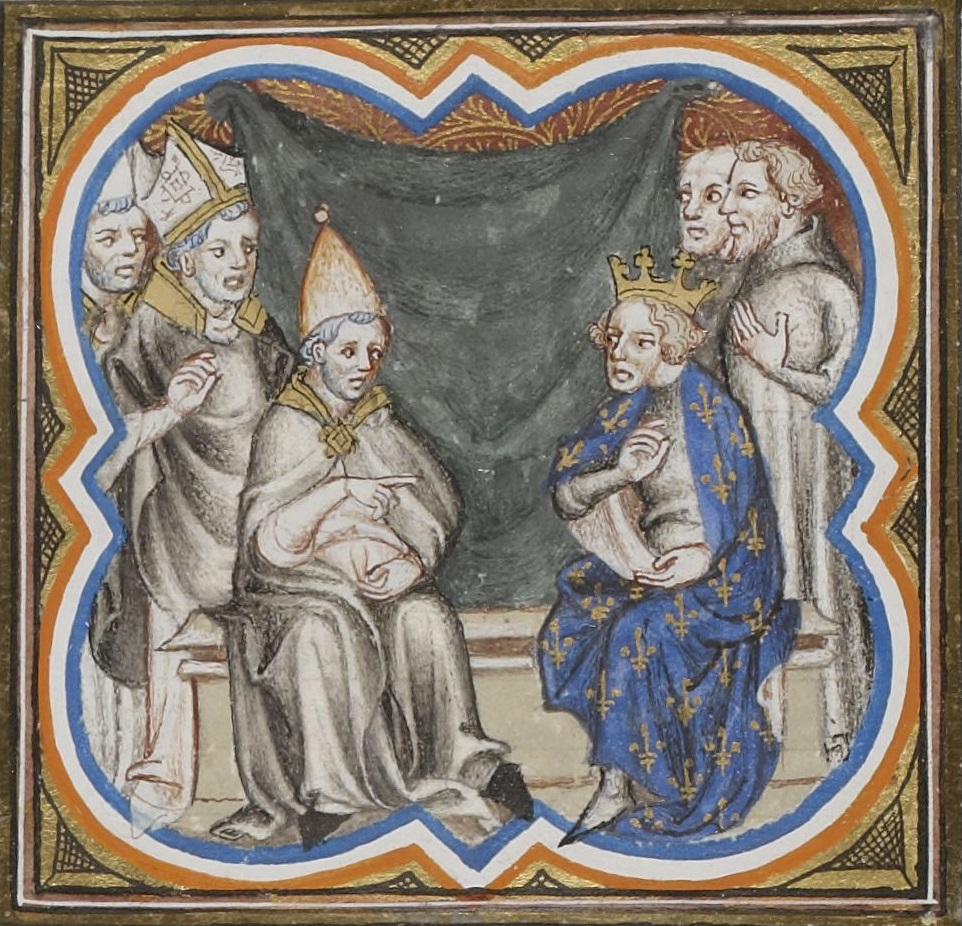
Treffen zwischen Papst Paschalis II. und König Philipp I. 1107 aus Grandes Chroniques de France (1461)

Die Exkommunikation Philipps sollte nicht darüber hinwegtäuschen, dass er zu dem Reformpapsttum ein insgesamt entspanntes Verhältnis pflegte. Als es 1074 zu einer Auseinandersetzung mit Papst Gregor VII. um die Besetzung des Bistums Mâcon kam, lenkte Philipp nach der Androhung des Interdikts ein. Als sich Philipp an italienischen Kaufleuten, die durch seine Domäne zogen, verging, zeigte er sich von anschließenden päpstlichen Drohungen unbeeindruckt. Auch nachdem er seinen Bischöfen 1078 untersagte, an der Synode von Poitiers teilzunehmen, die die Laieninvestitur ausdrücklich verbot, musste er keine Sanktionen gegen sich fürchten. Ganz im Gegensatz zum römisch-deutschen Kaiser, der in der Investiturfrage mit dem Reformpapsttum in einen epochalen Konflikt geriet.
Nachdem Philipp und Bertrada 1104 auf einem Konzil in Paris unter Eid ihre Trennung absolviert hatten, hob Papst Paschalis II. den Bann auf, obwohl sich das Paar anschließend nicht an seine Verpflichtungen hielt. Der Papst sah sich zu diesem Zeitpunkt von Kaiser Heinrich V. bedroht und suchte deshalb ein Bündnis mit dem französischen König. Zugleich konnten sich König und Papst auf diesem Konzil unter besonderer Vermittlung des Bischofs Ivo von Chartres auch in der Investiturfrage einigen. Der König erkannte die vom Bischof von Chartres 1097 entworfene Kompromissformel an, wonach er bereit war, die kanonische Wahl zu akzeptieren und zugleich auf die Investitur mit Ring und Stab zu verzichten. Zudem erhielt er die Lehnbarkeit weltlicher Güter bestätigt, für die ihm ein neu gewählter Bischof den Treueid leisten musste. Dieser Kompromiss wurde auf einer Synode in Troyes 1107 von Paschalis II. bestätigt, der dort zugleich die Ehe des Thronfolgers und seiner ersten Frau annullierte und Maßnahmen gegen klerikale Anhänger des Kaisers aussprach.
Anschließend trafen sich König und Kronprinz mit dem Papst am 1. Mai 1107 in der Abtei von Saint-Denis. Unter Erinnerung an die Hilfe, die einst ihr Vorgänger Karl der Große dem Papst gewährte, baten sie Paschalis II. um Unterstützung im Kampf gegen den Kaiser. Vater und Sohn gelobten Rat und Hilfe und gemeinsam begleiteten sie ihn nach Châlons-sur-Marne zu einem Treffen mit Vertretern des Kaisers. Als die Gespräche scheiterten, soll der Papst nach den Worten des Abtes Suger von Saint-Denis „erfüllt von Liebe zu den Franzosen und von Furcht und Hass gegen die Deutschen“ nach Rom zurückgereist sein. Der Bund mit dem Papst sollte für das französische Königtum dauerhaft sein, bei zwiespältigen Wahlen sollte in Zukunft in Frankreich entschieden werden, welcher Kandidat sich durchsetzen sollte.

### Tod und Bewertung

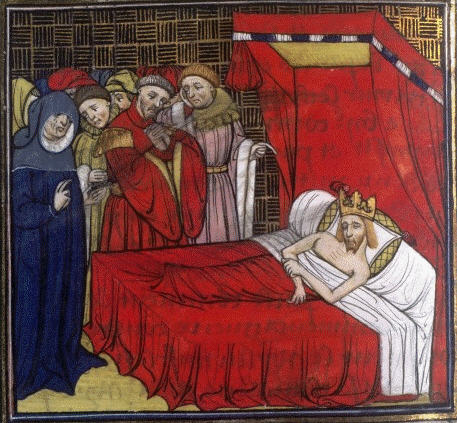
Philipp I. auf dem Sterbebett

Philipp I. starb am 29. oder 30. Juli 1108 in Melun und wurde seinem Willen gemäß im Kloster von Saint-Benoît-sur-Loire bestattet. Das Grab ist in seinem Ursprung erhalten, da das Kloster während der Französischen Revolution nicht geplündert wurde. Mit 48 Jahren ist dies die drittlängste Regierungszeit nach der der französischen Könige Ludwig XIV. und Ludwig XV. Obwohl er bereits 1100 seinen ältesten Sohn Ludwig zum Nachfolger designiert und an der Regierung beteiligt hatte, ließ er diesen, vermutlich beeinflusst von Bertrada, nicht zum Mitkönig krönen, womit die Nachfolge nicht gesichert war.

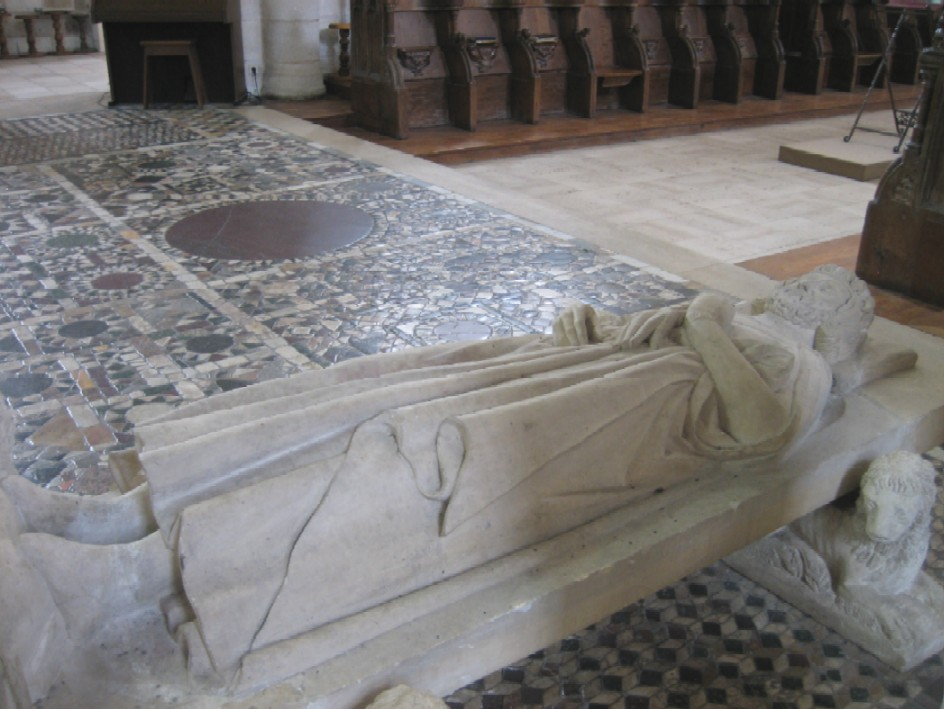
Grab Philipps I. in Saint-Benoît-sur-Loire

Das Urteil zeitgenössischer Autoren über Philipps Herrschaft war vernichtend, was sich bis zu jüngeren Betrachtungen seiner Regierung fortsetzte. Insbesondere das von Abhängigkeit bestimmte Verhältnis zu Bertrada und der damit verbundene Kirchenbann wurden von kirchlichen Chronisten jener Zeit kritisiert. Wegen der Entführung der Bertrada fiel das Ansehen des kapetingischen Königtums auf das Niveau eines freiherrlichen Raubrittertums herab. Die Etablierung des anglo-normannischen Reichs konnte Philipp nicht verhindern, gegenüber den großen Vasallen des Königreiches war er faktisch handlungsunfähig. Der Erweiterung der Krondomäne stand der Zerfall der königlichen Autorität über die Burgherren gegenüber, welche die Kontrolle über die Straßen zwischen den Städten des Königs ausübten.
Dennoch gab Philipp der weiteren Zukunft Frankreichs Anstöße. Bedingt durch die schwache Autorität seiner Regierung griff er verstärkt auf die vier Hofämter Seneschall (Sénéchal), Mundschenk (Bouteiller), Kronfeldherr (Connétable) und Kämmerer (Chambrier) als Zeugen seiner Urkunden zurück. Zum Ende seiner Herrschaft hatten sich diese als einzige Zeugen durchgesetzt, was einen Fortschritt in der Verwaltungsgeschichte markierte, da sich die Krone in der Entscheidungsfindung so von den zumeist gegensätzlichen Interessen der Fürsten trennte. Historisch bedeutsam war das von Philipp 1107 begründete Bündnis mit dem Papst, das von seinen Nachfolgern weitergeführt und ausgebaut wurde.

## Ehen und Nachfahren
Philipp I. wurde vermutlich um 1055 mit Judith, einer Tochter Kaiser Heinrichs III., verlobt, was allerdings nur in einer ungarischen Quelle erwähnt wurde.
1072 heiratete er Bertha von Holland († 1093), eine Tochter des Grafen Florens I. von Holland und der Gertrud Billung. Ihre Kinder waren:
- Konstanze (Constance; * wohl 1078; † zwischen 1124 und Januar 1126)
  - ⚭ 1093/95 mit Graf Hugo von Troyes, annulliert 1104
  - ⚭ 1106 mit Bohemund von Tarent († 1111), Fürst von Antiochia
- Ludwig VI. der Dicke (Louis VI le Gros; * Herbst 1081; † 1. August 1137)
- Heinrich (Henri; * wohl 1083; † als Kind)
- Karl (Charles; * wohl 1085; † als Kind)
- Odo (Eudes; * wohl 1087; † 1096)

In zweiter Ehe war er mit Bertrada von Montfort († 14. Februar 1117), Tochter von Simon I. von Montfort, verheiratet. Die Kinder wurden alle als ehelich anerkannt:
- Philipp (Philippe; * 1093; † nach 1133), Graf von Mantes
- Fleuri (Floris; * 1095, Juli 1119 bezeugt, † wohl 1119 in der Normandie); 
  - ⚭ um 1110 NN, Dame de Nangis[4]
- Cecilie (* 1100; † nach 1125)
  - um 1106 mit Tankred von Tiberias (* 1072; † 12. Dezember 1112)
  - ⚭ 1112 mit Graf Pons von Tripolis († 1137)
- Eustachie (Eustachia; * 1102; † um 1143), Gründerin der Benediktinerinnen-Abtei von Yerres